# Marca vindica

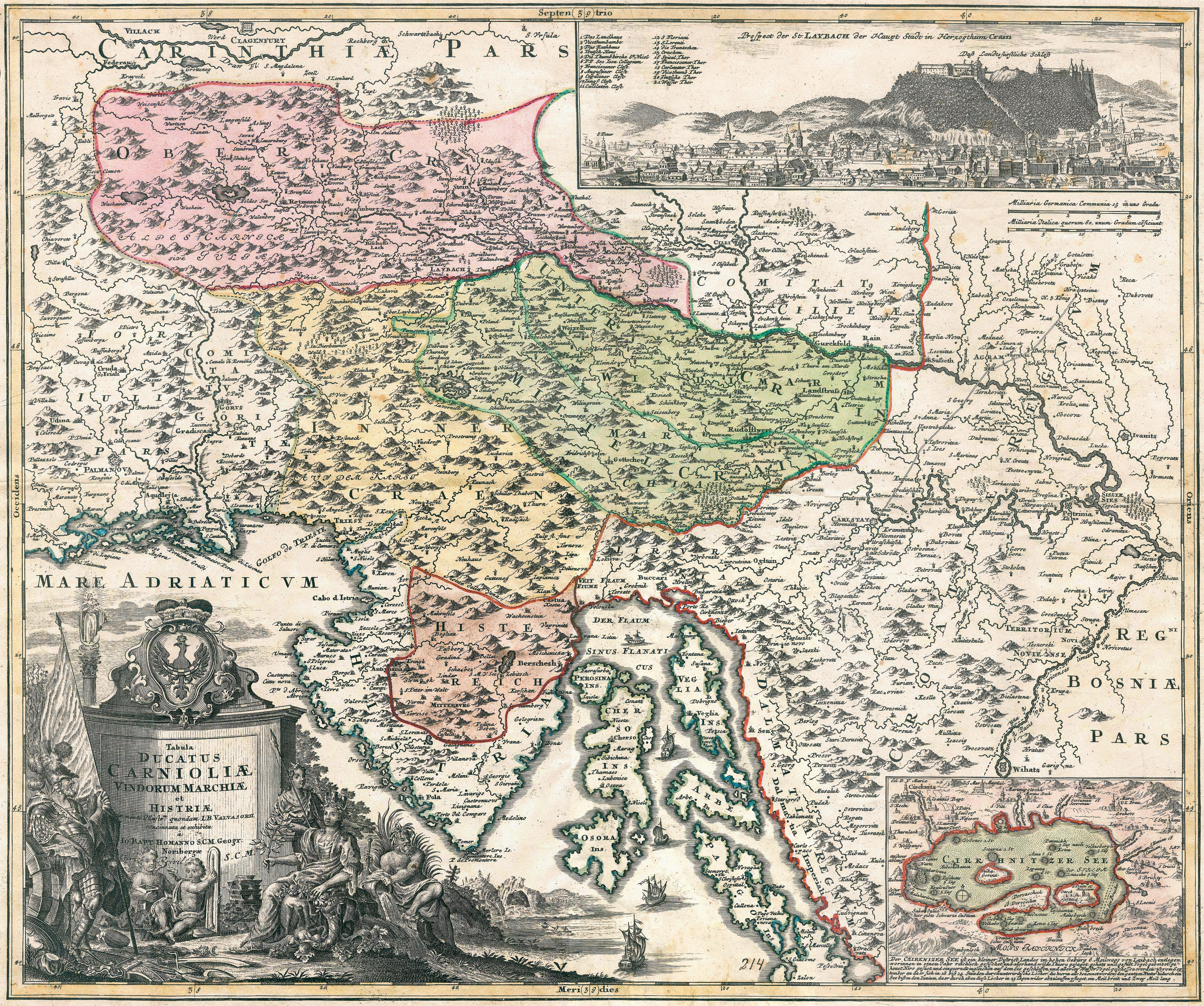
Mappa del ducato di Carniola (rosa), marca Víndica (verde) ed Istria (giallo), realizzata da Johann Baptist Homann (1663-1724) basata su opera di Janez Vajkard Valvasor (1641-1693).

Stemma della Marca Vindica nel cui è rappresentato un tradizionale cappello sloveno.

La marca vindica, o marca slovena, (sloveno:slovenska krajina, slovenska marka; tedesco:Windische Mark) era un territorio del Sacro Romano Impero, all'incirca corrispondente all'odierna regione della Bassa Carniola in Slovenia.
I termini vindica e slovena sono sostanzialmente equivalenti poiché il termine Windisch, nel tedesco medievale si utilizzava per identificare gli Sloveni.
La marca vindica non deve essere confusa con la marca vendica (ungherese:Vendvidék, sloveno: Slovenska krajina) nel comitato di Vas in Ungheria, l'odierna provincia slovena di Prekmurje.

## Storia
In epoca carolingia il territorio della marca era compreso nella marca di Carniola, ma nel 960 ne venne separato per essere annesso alla marca sulla Savinja. Nel 976 divenne parte del nuovo ducato di Carinzia. Nel 1036 la marca fu separata dalla Carinzia e riconnessa alla Carniola, che venne poi indicata anche come Carniola e la marca vindica. Nel 1077 il territorio passò sotto l'amministrazione del patriarcato di Aquileia. 
Prima del 1209 i conti di Weichselburg (l'odierna Višnja Gora) riuscirono ad estendere il loro possedimenti includendo la marca vindica, che successivamente passò ai conti di Andechs tramite matrimonio con Sofia di Weichselburg.
Federico II di Babenberg divenne temporaneamente dominus Carniolae (Signore di Carniola) sposando Agnese di Andechs, ma alla sua morte nel 1246 il titolo passò a Ulrico III di Carinzia.
Morto Ulrico nel 1269, Ottocaro II di Boemia occupò la Carniola, la marca vindica e la valle della Savinja e Slovenj Gradec unendole nella Marca meridionale del suo regno che si estendeva dalla Boemia al Mar Adriatico.
Nel 1282, dopo la sconfitta di Ottocaro contro Rodolfo I d'Asburgo la Carniola e la marca vindica caddero sotto il controllo dei Mainardingi di Carinzia. Nel 1374, con l'estinzione del ramo cadetto dei Mainardingi di Gorizia, la marca passò agli Asburgo a cui rimase fino alla caduta dell'Impero austro-ungarico nel 1918.